# گرنویل-لانگانری
گرانویل شهری ساحلی در غرب ایالت نرماندی سفلی فرانسه است.این شهر فاقد امکاناتی همچون بزرگراه و راه آهن است.